# Campionato Sudamericano 1979 (hockey su pista)
Il campionato sudamericano di hockey su pista 1979 è stata la 12ª edizione del torneo di hockey su pista per squadre nazionali maschili sudamericane. Il torneo si è svolto in Brasile a Santos dal 15 al 17 novembre 1979.
A vincere il torneo fu il Cile per la quarta volta nella sua storia precedendo in classifica l'Argentina.

## Formula
Il campionato Sudamericano 1979 fu disputato da tre selezioni nazionali tramite la formula del girone all'italiana con gare di sola andata. Vennero attribuiti due punti per l'incontro vinto, uno per l'incontro pareggiato e zero in caso di sconfitta. La prima squadra classificata venne proclamata campione.

## Squadre partecipanti
| Pr. | Squadra   | Partecipazioni precedenti al torneo                              |
| --- | --------- | ---------------------------------------------------------------- |
| 1   | Argentina | 1956, 1959, 1963, 1966, 1967, 1969, 1971, 1973, 1975, 1977       |
| 2   | Brasile   | 1954, 1956, 1959, 1966, 1967, 1969, 1971, 1973, 1975, 1977       |
| 3   | Cile      | 1954, 1956, 1959, 1963, 1966, 1967, 1969, 1971, 1973, 1975, 1977 |

Nota bene: nella sezione "partecipazioni precedenti al torneo" le date in grassetto indicano la squadra che ha vinto quell'edizione del torneo

## Svolgimento del torneo

### Classifica finale
| Pos. | Squadra   | Pt | G | V | N | P | GF | GS | DR |
| ---- | --------- | -- | - | - | - | - | -- | -- | -- |
| 1.   | Cile      | 3  | 2 | 1 | 1 | 0 | 3  | 2  | +1 |
| 2.   | Argentina | 2  | 2 | 1 | 0 | 1 | 4  | 3  | +1 |
| 3.   | Brasile   | 1  | 2 | 0 | 1 | 1 | 4  | 6  | -2 |

### Risultati
| Santos 15 novembre 1979 | Brasile | 2 – 2 | Cile |  |

| Santos 16 novembre 1979 | Argentina | 4 – 2 | Brasile |  |

| Santos 17 novembre 1979 | Argentina | 0 – 1 | Cile |  |